# Expédition 4 (ISS)
Insigne de la mission
Équipage de l'expédition 4
Chronologie
Expédition 3
 Expédition 5

L’expédition 4 est la quatrième mission habitée à bord de la Station spatiale internationale. Elle commence le 5 décembre 2001 et se termine le 19 juin 2002.
La mission était commandée par le Russe Iouri Ivanovitch Onoufrienko (au centre sur la photo), secondé par deux Américains : Daniel W. Bursch (à gauche) et Carl E. Walz (à droite).

## Équipage
| Position           | Astronautes                           |                                       |
| ------------------ | ------------------------------------- | ------------------------------------- |
| Commandant         | Iouri Onoufrienko, RKA 2e vol spatial | Iouri Onoufrienko, RKA 2e vol spatial |
| Ingénieur de vol 1 | Daniel W. Bursch, NASA 4e vol spatial | Daniel W. Bursch, NASA 4e vol spatial |
| Ingénieur de vol 2 | Carl E. Walz, NASA 4e vol spatial     | Carl E. Walz, NASA 4e vol spatial     |